# Pedralbes
Pedralbes è un quartiere della città di Barcellona che fa parte del distretto Les Corts. 
Il quartiere deve il suo nome al monastero di Pedralbes fondato nel 1326 dalla regina Elisenda di Moncada, ed oggi è prevalentemente abitato dall'alta borghesia barcellonese.